# Lutzelhouse
Lutzelhouse település Franciaországban, Bas-Rhin megyében. Lakosainak száma 1921 fő (2022. január 1.). Lutzelhouse Abreschviller, Saint-Quirin, Walscheid, Muhlbach-sur-Bruche, Oberhaslach, Urmatt és Wisches községekkel határos.

## Népesség
A település népességének változása:
| Lakosok száma | 1850 | 1886 | 1932 | 1899 | 1900 | 1879 | 1893 | 1907 | 1921 |
|               | 2013 | 2015 | 2016 | 2017 | 2018 | 2019 | 2020 | 2021 | 2022 |